# IEC 60664
IEC 60664 és una normativa internacional (creada per l'IEC) que especifica l'aïllament elèctric per equips de sistemes o xarxes alimentats a baixa tensió (tensió que arriba de subministrament domèstic). És una norma molt emprada perque regula el perill/protecció de contacte elèctric a través del cos humà. Aplica a equips usats fins a 2.000 metres sobre el nivell del mar i amb tensió nominal fins a 1.500Vdc, amb freqüències de xarxa fins a 30 KHz. La darrera versió de la norma es pot esbrinar aquí.

## Parts de la norma
IEC 60664 especifica els requeriments de distàncies de seguretat i aïllament elèctric. Inclou mètodes de verificació i assaig. Parts :
- IEC 60664-1 : principis, requeriments i assajos.
- IEC 60664-2 : explicació i exemples dimensionals i assaig de dielèctric.
- IEC 60664-3 : utilització de material de farciment o recobriment per a evitar pol·lució externa.
- IEC 60664-5 : mètode detallat per a determinar distàncies d'aïllament a l'aire i línies de fuita inferiors o iguals a 2 mm.